# Regulační T lymfocyt typu Tr1
Regulační lymfocyt typu Tr1 je podskupina T regulačních lymfocytů patřících do CD4+ T buněk. Tr1 specificky rozeznávají vlastní a nevlastní antigeny (tzv. self a non-self) a jejich hlavní role je v udržování a navozování periferní tolerance v organismu, potlačování zánětlivých stavů v tkáních při autoimunitních stavech a také suprese GvHD  . 

## Charakterizace a povrchové molekuly
Specifické povrchové molekuly a markery myších a lidských Tr1 buněk jsou:  CD4+ CD49b+LAG-3+ CD226+, kdy LAG-3+ a CD49b+ jsou pro Tr1 zásadní . LAG-3 je membránový protein, který negativně reguluje signál zprostředkovaný přes TCR. Také aktivuje dendritické buňky (DCs) a zesilují antigenně specifickou T-buněčnou odpověď, která je nezbytná pro antigenní specifitu Tr1 . CD49b patří do rodiny integrinů a funguje jako receptor pro mnoho molekul (např. z extracelulárního matrix).  
Pro Tr1 buňky je charakteristická vysoká produkce cytokinů IL-10, IFNγ, IL-5 a také TGF-β, naopak neprodukují IL-2 či IL-4 . Produkce zmíněného IL-10 Tr1 buňkami je také mnohem rychlejší než u ostatních T pomocných lymfocytů .  
Tr1 konstitutivně neexprimují FOXP3. Exprimace FOXP3 probíhá omezenou dobu pouze po aktivaci Tr1 a v menším množství než CD25+ FOXP3+ T regulační lymfocyty, navíc FOXP3 není nutný pro indukci či funkci Tr1 buněk . Také exprimují represor GATA-3 (ROG), který CD25+ FOXP3+ neexprimují .  
Tr1 buněk exprimují velké množství regulačních faktorů, např. GITR (glucocorticoid-induced tumor necrosis factor receptor), OX40 (CD134),  TNFRSF9 (tumor-necrosis factor receptor). Klidové lidské Tr1 exprimují chemokinové receptory CXCR3 a CCR5, typické pro Th1 odpověď, a také CCR3, CCR4 a CCR8, asociované s Th2 odpovědí. Po aktivaci migrují Tr1 v závislosti na koncentraci I-309, ligandu CCR8. 

## Mechanismy suprese Tr1
Supresivní mechanismy Tr1 buněk jsou zprostředkované především působením sekretovaných cytokinů. Mezi další mechanismy patří: buněčný kontakt, modulace dendritických buněk, narušení metabolismu, cytolýza . Aby byly Tr1 schopné regulovat jiné buňky, musí být napřed aktivovány .

### Suprese zprostředkovaná cytokiny
Tr1 sekretují velké množství protizánětlivých cytokinů. IL-10 přímo inhibuje T buňky blokací produkce IL-2, INFγ a GM-CSF; má tolerogenní efekt na B buňky a podporuje diferenciaci dalších T regulačních lymfocytů . IL-10 nepřímo snižuje expresi MHC glykoproteinů II. třídy a kostimulačních molekul na antigen prezentujících buňkách (APC) a zvyšuje expresi tolerogenních molekul, např. ILT-3, ILT-4 and HLA-G .

### Přímý buněčný kontakt
Tr1 buňky mají na svém povrchu inhibiční receptor CTLA-4, kterým potlačují imunitní odpověď . 

### Narušení metabolismu
Tr1 mohou exprimovat ektoenzymy CD39 a CD73, které pravděpodobně generovaným adenosinem potlačují proliferaci efektorových T buněk a jejich produkci cytokinů in vitro .

### Cytolitická aktivita
Tr1 jsou schopné produkovat jak granzym A, tak granzym B. Bylo prokázáno, že Tr1 buňky lyzují především buňky myeloidní linie in vitro, in vivo i ex vivo. Cytolýza se netýkala APC či T a B lymfocytů . Cytolýza Tr1 buňkami nepřímo potlačuje imunitní odpověď na základě snížení počtu antigen prezentujících buněk pocházejících z myeloidní linie.

## Diferenciace
Populace Tr1 buněk vzniká z naivních T prekurzorů na základě různých stimulů. Diferenciace probíhá ex vivo i in vivo ; indukce a diferenciace se v jednotlivých podmínkách liší.
IL-27 spolu s TGF-β indukují IL-10 produkci T regulačními buňkami se znaky Tr1 buněk . Samotný IL-10 je schopný indukovat Tr1 produkující IL-10, ale v absenci TGF-β Tr1 buňky produkují velké množství IL-10 a INFγ . IL-6 a IL-21 se také podílejí na diferenciaci Tr1; regulují genovou expresi transkripčních faktorů nezbytných pro produkci IL-10. Předpokládá se, že samotná produkce IL-10 pak startuje diferenciaci Tr1.

### Navrhnuté transkripční biomarkery pro Tr1 buňky[18]:
- c-Maf (musculoaponeurotic fibrosarcoma)
- AhR (the aryl hydrocarbon receptor)
- IRF4 (interferonový regulační faktor 4)
- ROG (represor GATA-3)
- Egr-2 (early growth response protein 2)

Exprese těchto transkripčních faktorů je regulována v závislosti na IL-6, IL-21 a IL-2.

## Klinické využití
Tr1 buňky nabízejí široké možnosti a velký potenciál v prevenci, blokování či dokonce léčby některých T buněčných onemocnění, např. GvHD, rejekce alogenního transplantátu, řdy autoimunitnách chorob a chronických zánětů. První testy proběhly na myších modelech , některé také na lidech . 